# 鄒忠倚
鄒忠倚（1623年—1654年），字于度，號海嶽，江南無錫縣泰伯乡人。明末清初人物，清朝狀元。

## 生平
生于明天啟三年（1623年）。崇禎十五年（1642年）举應天鄉試。清順治九年（1652年）漢榜狀元，授翰林院修撰。順治十一年（1654年）去世。年僅三十二岁。
其子顯吉、卿森皆工書畫。孙一桂為雍正五年（1727年）丁未科二甲第一名进士（傳臚），玄孙奕孝為乾隆二十二年（1757年）丁丑科一甲第三名進士（探花）。